# Columna Edicions
Columna Edicions és una editorial en llengua catalana amb seu a Barcelona, fundada l'any 1985 per Miquel Alzueta, Alfred Sargatal, Àlex Susanna i Ricard Badia. Des dels seus inicis va apostar per la narrativa que dominava el mercat internacional, sense deixar de banda ni els joves autors ni els clàssics. Igualment, disposa d'un ampli catàleg d'autors catalans.
Convoca els premis literaris Nèstor Luján de novel·la històrica i el Columna Jove de narrativa juvenil, i publica els premis de novel·la Prudenci Bertrana, Carlemany, Pin i Soler (Ciutat de Tarragona) i Fiter i Rossell, el Ramon Muntaner de literatura juvenil i el Miquel de Palol de poesia. Durant uns anys (1992-1999) va publicar també el prestigiós premi Sant Jordi de novel·la.
L'any 2001 fou adquirida pel Grup Planeta i actualment està englobada dins el Grup 62, dirigida per Berta Bruna Tey.